# De man op het balkon
De man op het balkon (Zweeds: "Mannen på balkongen") is een roman van het Zweedse schrijverspaar Sjöwall & Wahlöö. De in 1967 uitgegeven roman is het derde deel van een serie van 10 politieromans waarin inspecteur Martin Beck de hoofdrol speelt.

## Het verhaal
Het verhaal gaat over de zoektocht naar de man die een klein meisje in een park in Stockholm heeft vermoord. De enige getuige is een op prooi beluste roofovervaller. Drie dagen later slaat de kindermoordenaar nog een keer toe, de enige getuige is nu een jongetje van 3 jaar die met een metrokaartje wordt afgeleid. Uiteindelijk wordt de politie op het juiste spoor gebracht door een telefoongesprek dat een week eerder werd gevoerd.

## Personages
Martin Beck denkt er voor het eerst aan om van zijn volgende maandsalaris een divanbed te kopen en dat in de andere kamer te plaatsen. Lennart Kollberg wordt overgeplaatst naar het team van Beck. Gunvald Larsson verschijnt voor het eerst in beeld en is degene die in het bovengenoemde telefoongesprek de belster, ene mevrouw Andersson, grof te woord staat. Ook wordt de altijd verkouden Einar Rönn uit Lapland geïntroduceerd. Ten slotte is het debuut van de radioagenten Kristiansson en Kvant uit Solna die toevallig de moordenaar arresteren. Beide agenten vormen de enige vrolijke noot in een serie die verder een somber beeld geeft van Zweden in de jaren zestig.